# Born into This
Albums de The Cult
Beyond Good and Evil
(2001) Choice of Weapon
(2012)
Born Into This est le huitième album du groupe de rock anglais The Cult. Il a été mis dans les bacs le 2 octobre 2007.
Une version limitée de cet album a été mis en vente sous le nom de « Savage Edition »,
Il contient deux chansons inédites, deux démos (I assasin, Sound of destruction) et une version longue (Savages).

## Liste des Pistes
Tous les titres sont signés Ian Astbury et Billy Duffy.
1. Born into This
2. Citizens
3. Diamonds
4. Dirty Little Rockstar
5. Holy Mountain
6. I Assassin
7. Illuminated
8. Tiger in the Sun
9. Savages
10. Sound of Destruction

## Bonus Edition Limitée Disque 2
1. Stand Alone
2. War Pony Destroyer
3. I Assasin (Demo)
4. Sound Of Destruction (Demo)
5. Savages (Full-Length Version)

## Membres
- Ian Astbury - Chant
- Billy Duffy - Guitare
- Chris Wyse - Basse
- John Tempesta - Batterie